# Tim McGraw (album)
Tim McGraw è l'album di debutto album in studio del cantante country statunitense Tim McGraw, pubblicato nel 1993.

## Tracce
1. Welcome to the Club – 2:54
2. Two Steppin' Mind – 3:01
3. The Only Thing That I Have Left – 3:23
4. You Can't Take It With You (When You Go) – 2:12
5. Ain't No Angels – 3:06
6. Memory Lane – 3:25
7. Tears in the Rain – 3:20
8. What She Left Behind – 2:54
9. What Room Was the Holiday In – 3:08
10. I Keep It Under My Hat – 3:12